# NGC 4955
NGC 4955 is een elliptisch sterrenstelsel in het sterrenbeeld Waterslang. Het hemelobject werd op 30 maart 1835 ontdekt door de Britse astronoom John Herschel.

## Synoniemen
- ESO 443-62
- MCG -5-31-34
- AM 1303-292
- PGC 45340